# Ötscher
O Ötscher é uma montanha no sudoeste da Baixa Áustria, nos Alpes de Ybbstal sendo parte dos Alpes Orientais-Norte. Tem 1893 m de altitude. O pico principal, 1893 m, oficialmente chamado de Ötscher, às vezes está chamado de Großer Ötscher (Ötscher Grande), também. No planalto do Ötscher tem adicionalmente o Hoher Taubenstein e cerca dois quilómetros suloeste do pico principal o Kleiner Ötscher (Ötscher Pequeno) tendo 1552 m de altitude.
O nome Ötscher vem das línguas eslavas e significa pai.